# Кукла колдуна
Кукла колдуна — песня российской рок-группы «Король и Шут» из альбома «Акустический альбом», вышедшего в 1998 году. На данный момент эта песня является самым главным и известным хитом группы.

## Сюжет песни
Песня повествует о неизвестном человеке, пробирающемся в комнату девушки посреди ночи.

Исходя из припева можно понять, что девушка, загадочным образом меняющая своё обличие каждую ночь и охотящаяся на людей, является оборотнем.

Главный герой, узнав тайну девушки, был напуган и стал, по всей видимости, угрожать ей крестом, а далее герой сожалеет, что девушка не послушалась его и стала пленницей ужасного колдуна, который, скорее всего, и превратил её навсегда в оборотня.

Сам же колдун, видимо, не в первый раз манипулирует доверчивыми девушками, и герой об этом был в курсе, и поэтому он пытался предупредить свою, вероятно, подругу. Когда же герой осознаёт, что подругу не спасти от колдуна, вероятно, принимает решение сбежать.

## Участники записи
- Андрей Князев (Князь) — вокал
- Александр Балунов (Балу) — бас-гитара, бэк-вокал
- Павел Сажинов — клавишные, звукорежиссёр
- Александр Щиголев (Поручик) — ударные
- Мария Нефёдова — скрипка
- Яков Цвиркунов — гитара, бэк-вокал
- Мария Бессонова — скрипка

## Интересные факты
- В 2024 году песня «Кукла колдуна» была спародирована в короткой рекламе «Дикси»[значимость факта?]
- 19 февраля, 2021 года на канале KotikovArt выходит анимационный клип на эту песню с использованием персонажа Хацунэ Мику[значимость факта?]
- Примерно в 2022 или 2021 году Князь снимает вертикальное видео, где он поёт каждые две строчки этой песни, а строчки, которые Князь не поёт должен петь зритель по ту сторону экрана[значимость факта?].
- В фильме «Хоттабыч» 2006 года во время сцены смерти Хоттабыча используется инструментал песни[значимость факта?].